# 李相官
李 相官（リ・サングァン、朝鮮語: 리상관）は、朝鮮民主主義人民共和国の政治家。咸鏡北道人民委員会委員長、黄海北道人民委員会委員長などを歴任した。

## 経歴
出生地や生年月日は不明。2005年9月に黄海北道人民委員会委員長に任命され、2007年9月には親善代表団を率いてモンゴルを訪問し、同年10月2日に盧武鉉大統領が南北首脳会談に出席するために北朝鮮を訪問した際に、大統領を出迎え挨拶を交わした。2009年2月に最高人民会議第12期代議員に選出された。2010年9月に黄海北道人民委員会委員長を解任され、2011年8月に咸鏡北道人民委員会委員長に転じた。2018年1月9日に解任されていたことが分かった。

## 参考サイト
- 북한정보포털

| 先代韓興杓 | 咸鏡北道人民委員会委員長2011年 - 2018年 | 次代呉京錫 |

| 先代金炳松 | 黄海北道人民委員会委員長2005年 - 2011年 | 次代李元一 |